# Hiroshi Morita
Hiroshi Morita (japanisch 森田 浩史 Morita Hiroshi; * 18. Mai 1978 in der Präfektur Kumamoto) ist ein ehemaliger japanischer Fußballspieler.

## Karriere
Morita erlernte das Fußballspielen in der Schulmannschaft der Kumamoto Gakuen University High School und der Universitätsmannschaft der Pädagogischen Hochschule Fukuoka. Seinen ersten Vertrag unterschrieb er 2001 bei den Sagan Tosu. Der Verein spielte in der zweithöchsten Liga des Landes, der J2 League. Für den Verein absolvierte er 55 Ligaspiele. 2003 wechselte er zum Ligakonkurrenten Albirex Niigata. 2003 wurde er mit dem Verein Meister der J2 League und stieg in die J1 League auf. Für den Verein absolvierte er 15 Ligaspiele. Im Juli 2004 wechselte er zum Zweitligisten Omiya Ardija. 2004 wurde er mit dem Verein Vizemeister der J2 League und stieg in die J1 League auf. Für den Verein absolvierte er 117 Ligaspiele. 2009 wechselte er zum Zweitligisten Ventforet Kofu. Für den Verein absolvierte er 41 Ligaspiele. Danach spielte er bei den Thai Port und V-Varen Nagasaki. Ende 2010 beendete er seine Karriere als Fußballspieler.